# Nyvky (métro de Kiev)
Nyvky (ukrainien : Нивки) est une station de la  ligne Svyatochins'ko-Brovars'ka (M1) du métro de Kiev. Elle est située dans le raïon de Chevtchenko de la ville de Kiev en Ukraine.
Mise en service en 1971, elle est desservie par les rames de la ligne M1. Le service est arrêté ou perturbé depuis l'Invasion de l'Ukraine par la Russie.

## Situation sur le réseau
Établie en souterrain, la station Nyvky, est une station de passage de la Ligne Svyatochins'ko-Brovars'ka (M1) du métro de Kiev. Elle est située entre la station Svyatochin, en direction du terminus ouest Akademmistetchko, et la station Beresteïska, en direction du terminus est, Lisova.
Elle dispose d'un quai central encadré par les deux voies de la ligne.

## Histoire
La station Nyvky est mise en service le 5 novembre 1971. La station est due aux architectes B. Primak, I. Maslenkov, V. Bogdanovsky, T. Tselikovskaya et aux artistes céramistes N. Fedorova, A. Sharai.

## Services aux voyageurs

### Accès et accueil
Il se fait par l'avenue de Brest.

### Desserte
Nyvky est desservie par les rames de la ligne M1.

Installations et desserte
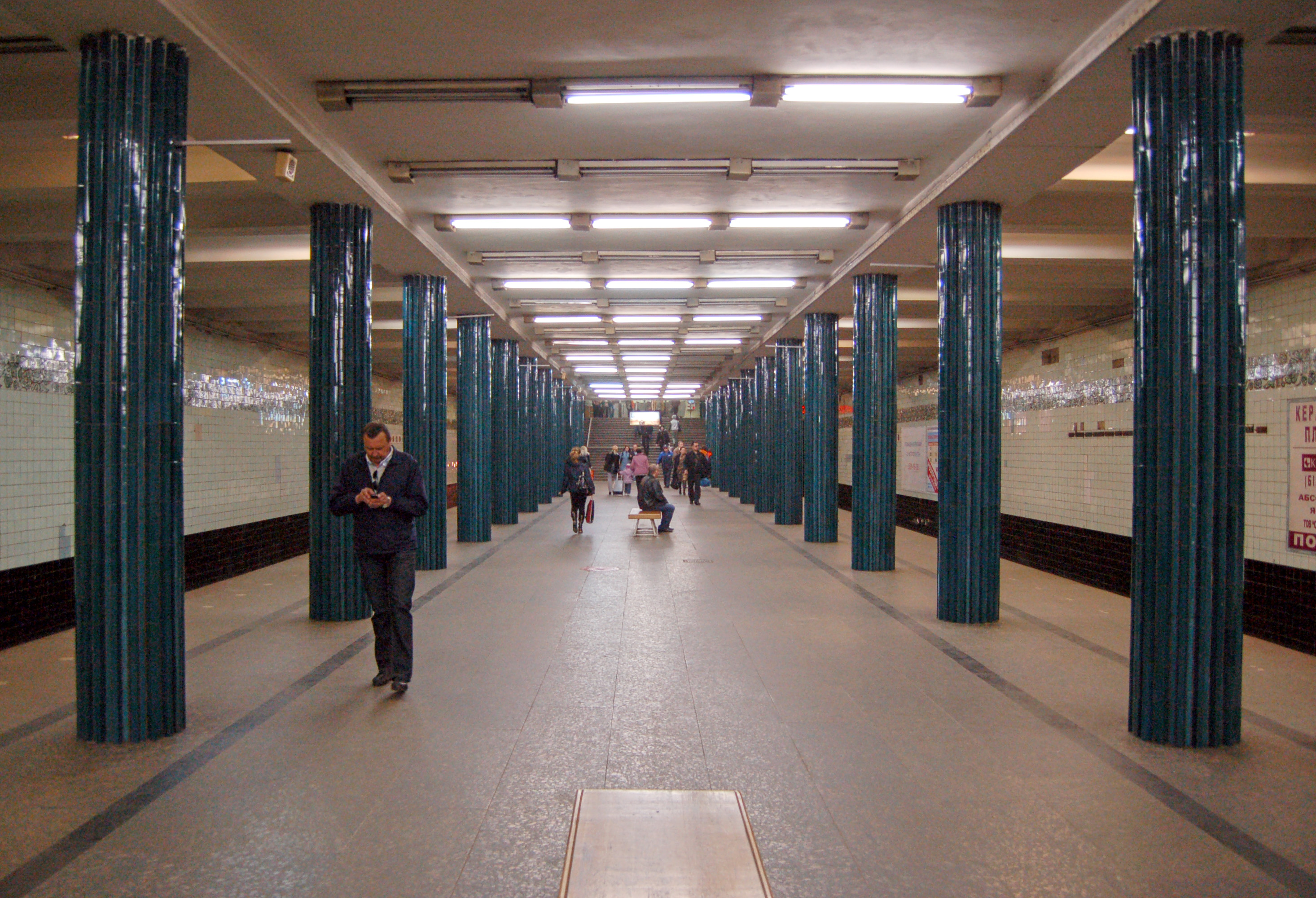
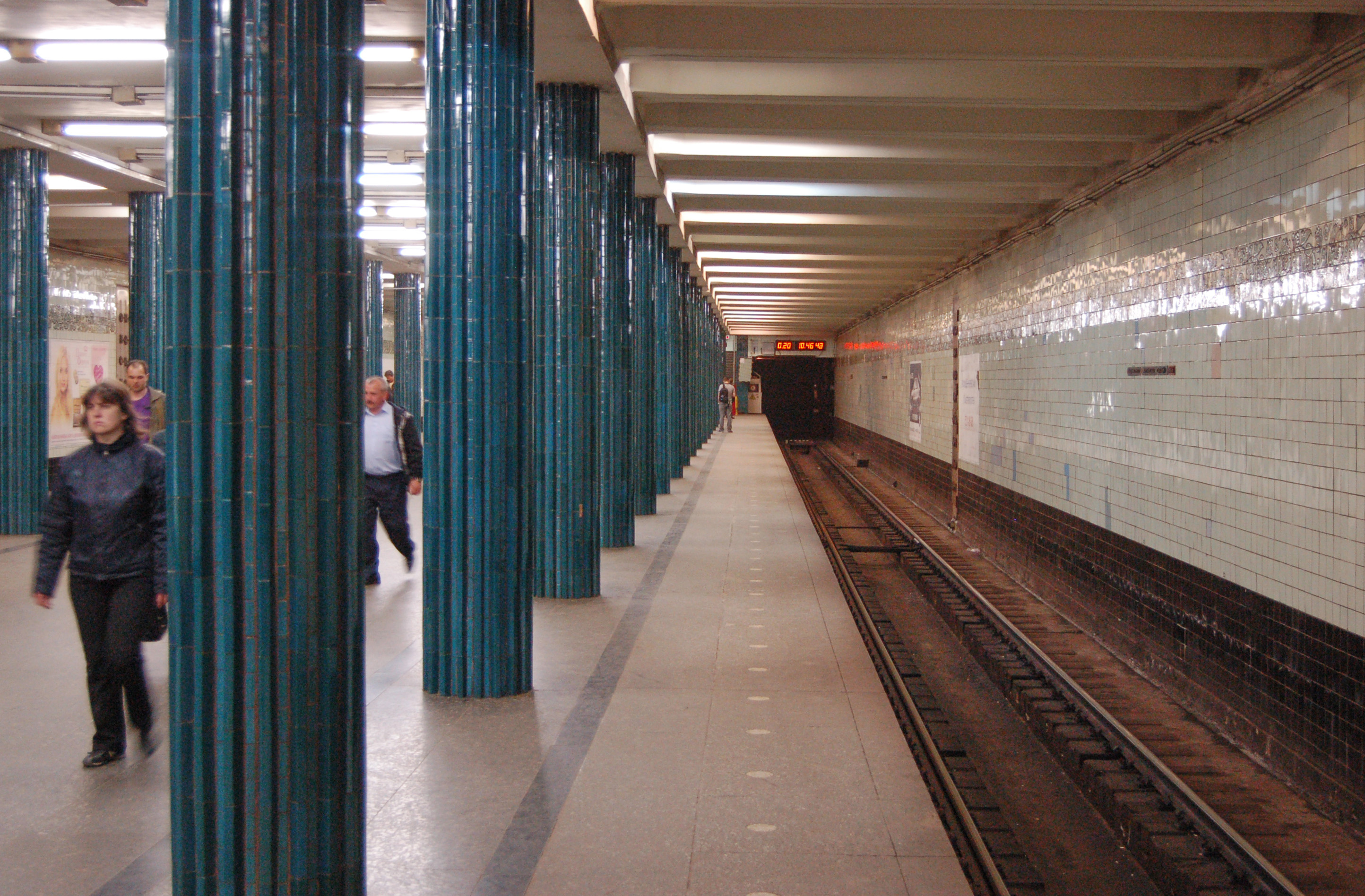
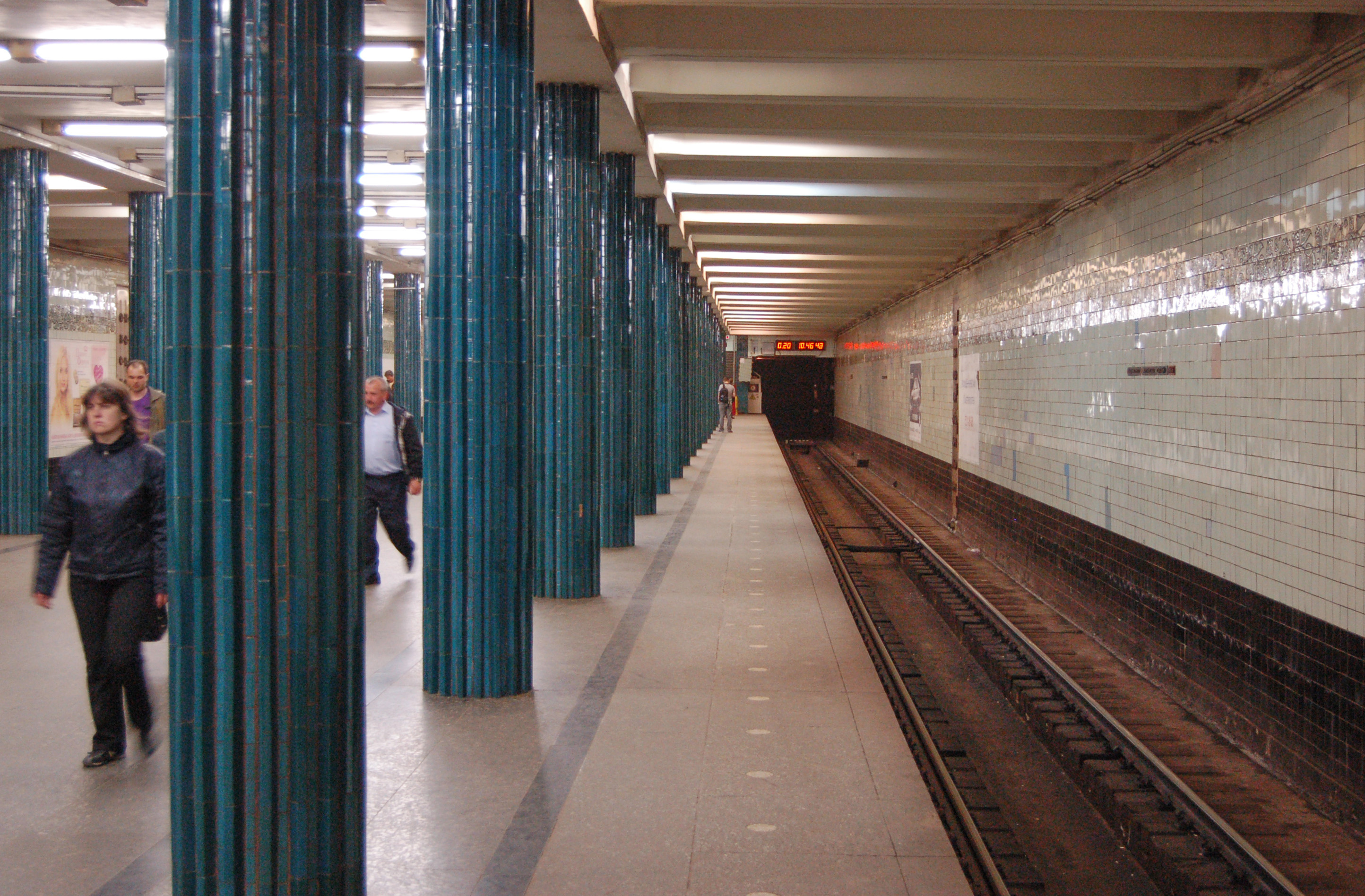